# Mac-Albert Hengari
Mac-Albert Hengari (* 20. Jahrhundert in Südwestafrika) ist ein namibischer Politiker der SWAPO und war vom  22. März bis 27. April 2025 Minister für Landwirtschaft, Fischerei, Wasser und Landreform im Kabinett Nandi-Ndaitwah.
Hengari hält einen Master of Business Administration (MBA) der University of Bristol und einen Abschluss der University of Surrey aus dem Vereinigten Königreich.

## Berufliche Karriere
Hengari war Direktor der Namibia Business School (NBS) und Chefökonom im Namibia Investment Centre, ehe er Anfang 2025, auf Berufung durch Staatspräsidentin Netumbo Nandi-Ndaitwah, Abgeordneter ohne Stimmrecht der Nationalversammlung wurde. 
Im April 2025 bestätigte die namibische Polizei Ermittlungen in elf Fällen, u. a. wegen Vergewaltigung, gegen Hengari. Am 26. April d. J. wurde er verhaftet und trat umgehend von seinem Ministeramt zurück oder wurde entlassen. Anderen Quellen nach soll Hengari bereits mit Wirkung zum 23. April 2025 entlassen worden sein und sein Abgeordnetenmandat verloren haben. Im Mai 2025 wurden weitere Anklagepunkte gegen Hengari vorgestellt, darunter Korruption.